# ابوالشمقمق
ابومحمد، مروان بن محمد بخاری شهرت‌یافته به ابوالشَمَقْمَقْ (۷۳۰–۸۱۵م) شاعر عرب‌زبان در سدهٔ دوم هجری بود. اهل بخارا بود و در بصره پرورش یافت و از بشار بن برد و ابونواس و ابوالعتاهیه دانش آموخت. در اول خلافت هارون‌الرشید به بغداد درآمد. به خالد بن برمک پیوست و او را مدح نمود. او شاعری سهل الشعر می‌دانند که از طبقهٔ اول نیست، در شعرش جِد و طنز دیده می‌شود.